# 国道128号

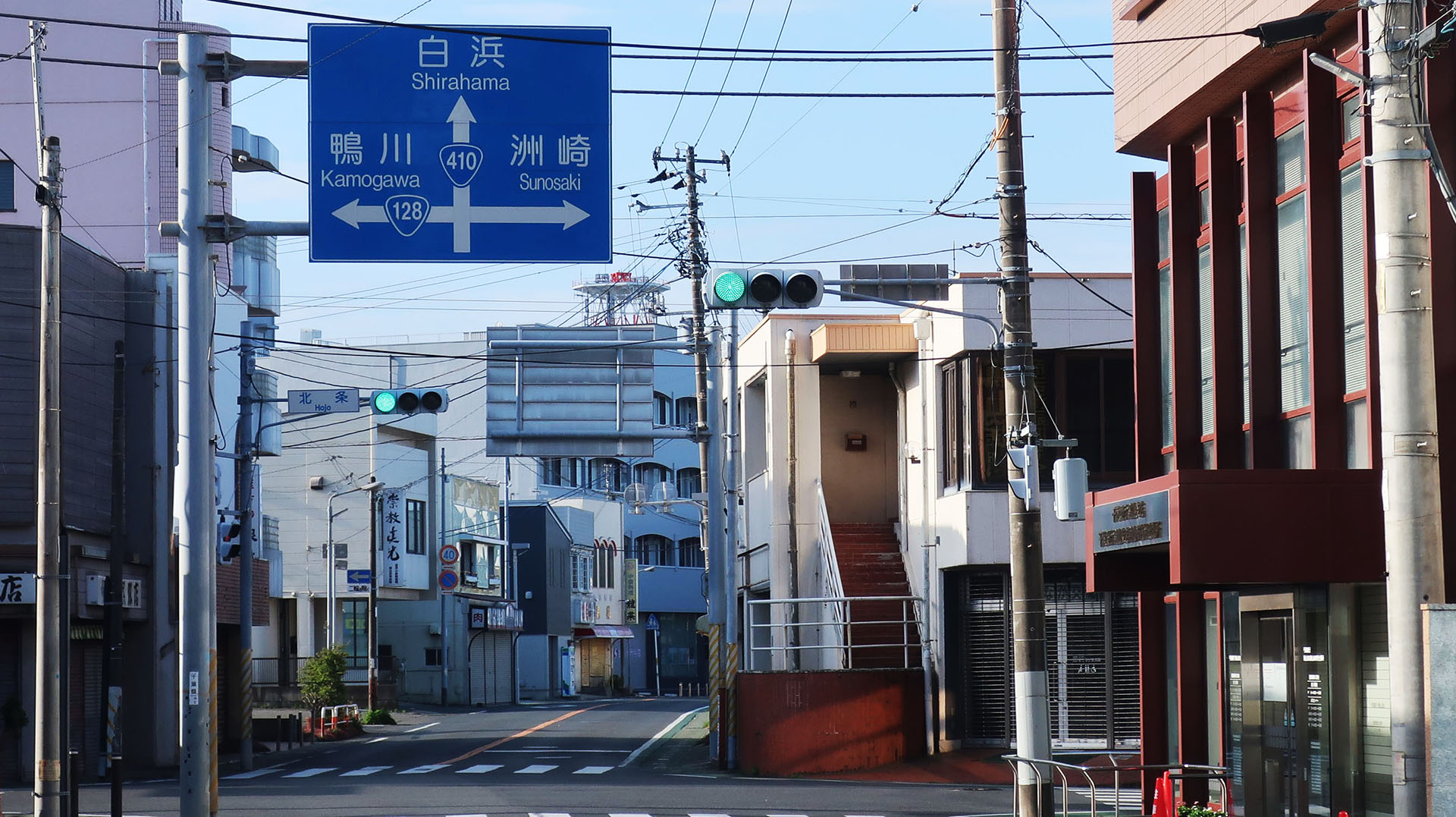
国道128号 起点
千葉県館山市 北条交差点

国道128号（こくどう128ごう）は、千葉県館山市から茂原市を経由して、千葉市中央区に至る一般国道である。

## 概要

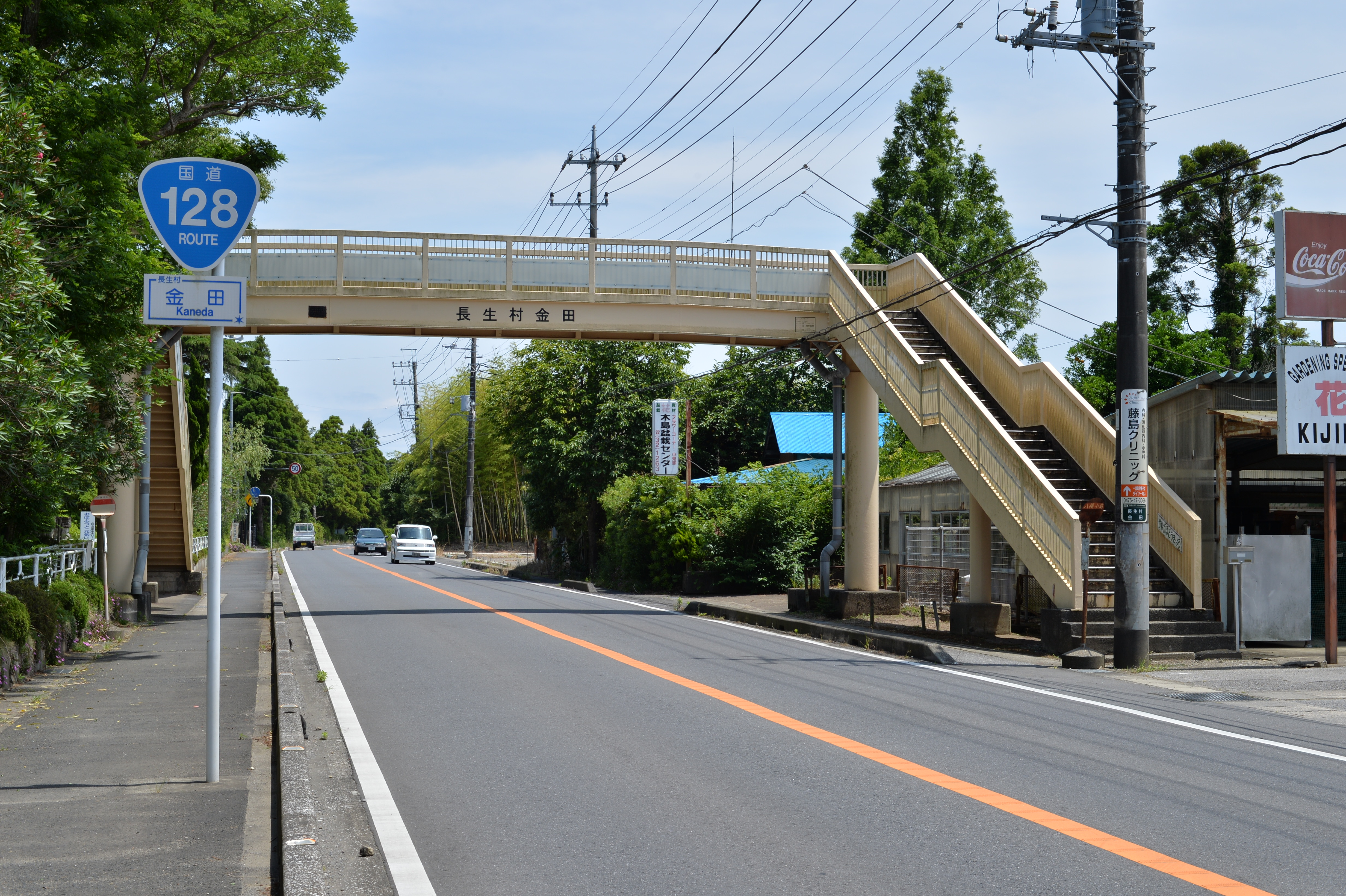
国道128号・長生郡長生村金田（2015年6月）

千葉県の房総半島にあり県南端部に位置する館山市の北条交差点から、太平洋に面した外房地域の市町村を結んで海岸線沿いに北上し、茂原市や東金市を経由して県庁所在地である千葉市中央区の広小路交差点に至る延長約129 kmの一般国道の路線である。伊南房州通往還を踏襲、または沿うようにして明治時代以降に建設された。主な通過地は、南房総市和田町、鴨川市、勝浦市、夷隅郡御宿町、いすみ市、長生郡一宮町、茂原市、大網白里市、東金市である。実延長区間となる単独の路線区間は、起点・館山市から東金市の台方十字路までであり、東金市の台方十字路から千葉市の終点までの区間は、国道126号と重用する。経路は、JR東日本外房線とほぼ並行するルートをとり、房総半島の太平洋岸を走る区間は、千葉県道路愛称名で「外房黒潮ライン」ともよばれる。房総半島の都市は、県都千葉市とは丘陵地によって阻まれた地域で、国道128号は千葉市から県内のいすみ市以南の市町村どうしを結ぶ唯一の幹線道路でもある。茂原市と東金市の一部は片側2車線道路になっており、茂原市内は交通量が非常に多くなる。

### 路線データ
一般国道の路線を指定する政令に基づく起終点および重要な経過地は次のとおり。
- 起点：館山市（北条交差点 = 国道297号・国道410号起点）
- 終点：千葉市（中央区、広小路交差点 = 国道14号終点、国道51号起点、国道126号上）
- 重要な経過地：千葉県安房郡丸山町[注釈 2]、鴨川市、勝浦市、同県夷隅郡大原町[注釈 3]、茂原市、東金市
- 総延長 : 128.6 km（重用延長を含む。）[2][注釈 4]
- 重用延長 : 0.0 km[2][注釈 4]
- 未供用延長 : なし[2][注釈 4]
- 実延長 : 128.6 km[2][注釈 4]
  - 現道 : 105.9 km[2][注釈 4]
  - 旧道 : 19.6 km[2][注釈 4]
  - 新道 : 3.1 km[2][注釈 4]
- 指定区間：なし[3]

## 歴史
- 1953年（昭和28年）5月18日 - 二級国道128号館山茂原千葉線（館山市 - 茂原市 - 千葉市）として指定施行[4]。
- 1965年（昭和40年）4月1日 - 道路法改正により一級・二級区分が廃止されて一般国道128号として指定施行[1]。
- 1970年（昭和45年）11月19日 - 集中豪雨により安房郡天津小湊町（現鴨川市）天津地内の実入トンネルに土砂が流入。一時通行止めとなる[5]。

## 路線状況

### 通称

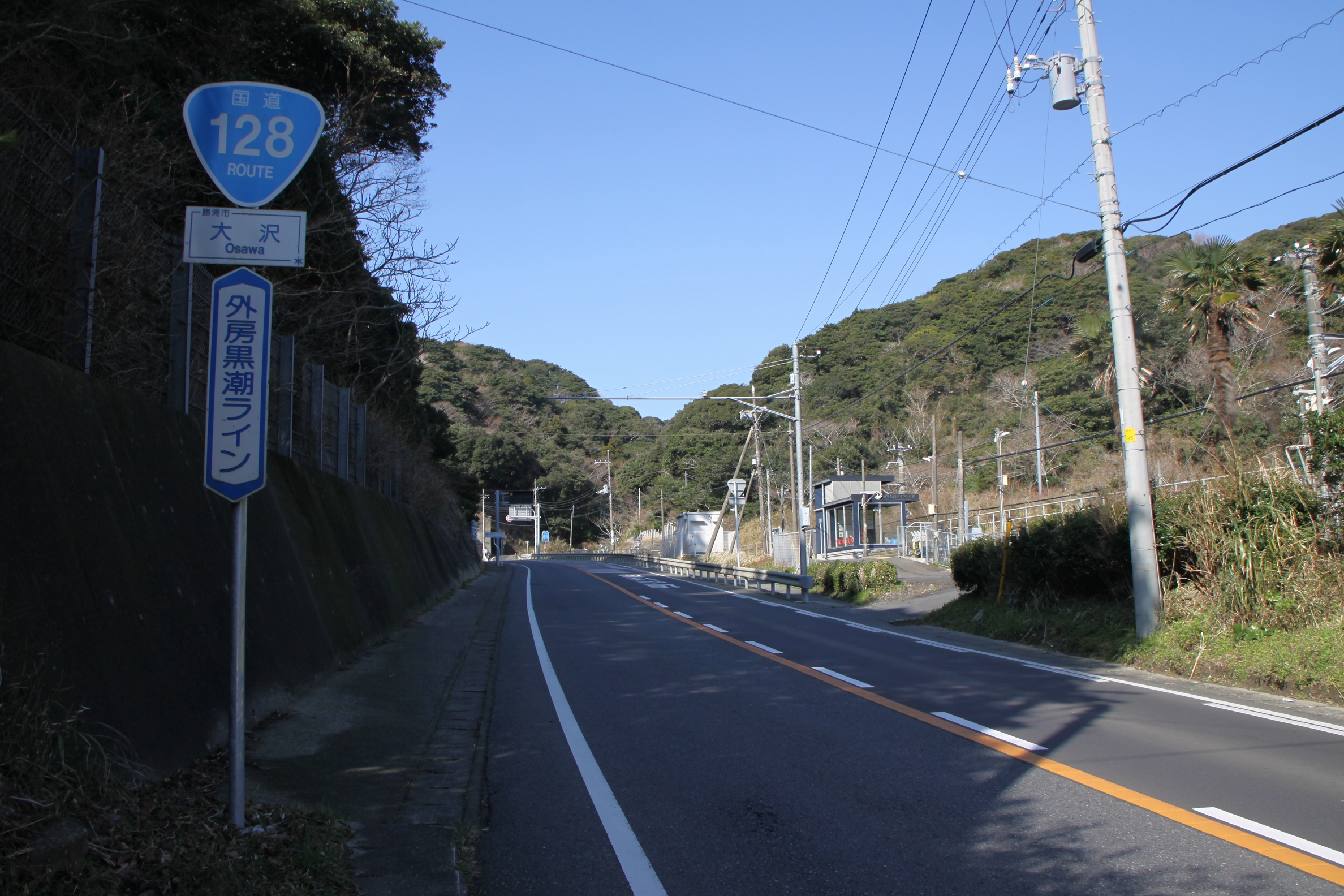
外房黒潮ラインの標識
勝浦市大沢付近

- 房総横断道路
- 外房黒潮ライン（愛称）[6][7]
- 東金街道（国道126号重複区間）

### バイパス

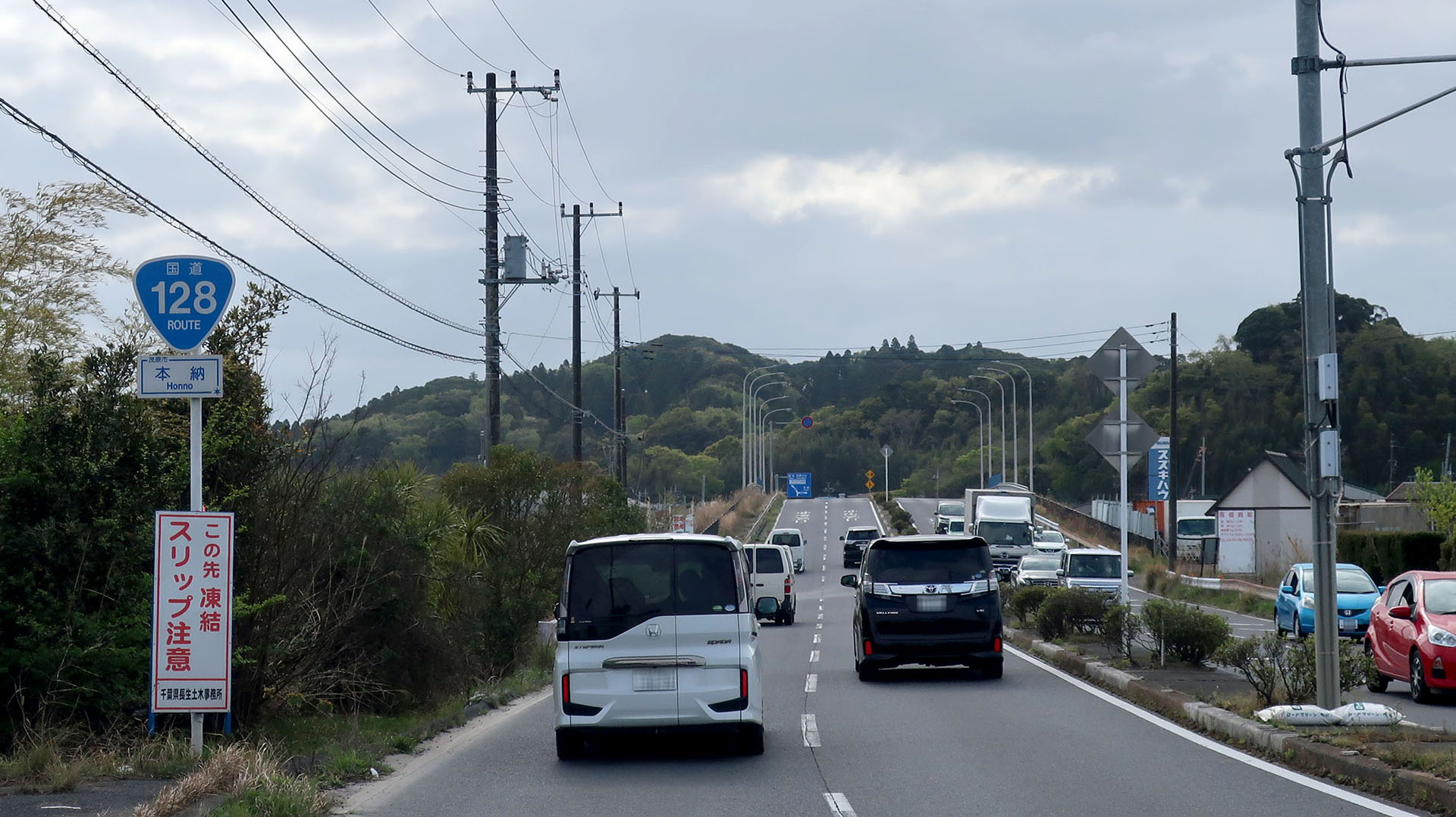
本納バイパス
千葉県茂原市本納

- 鴨川バイパス（鴨川市）
- 天津バイパス（鴨川市）
- 実入バイパス（鴨川市）
- 興津バイパス（勝浦市）
- 勝浦バイパス（勝浦市）
- 茂原バイパス（茂原市）
- 本納バイパス（茂原市）
- 大網バイパス（茂原市 - 大網白里市）

計画路線
- 和田バイパス（南房総市和田町）

### 重複区間
- 国道297号（館山市・北条交差点（起点） - 勝浦市・墨名交差点）
- 国道465号（いすみ市・大原交差点 - 茂原市・茂原交差点）
- 国道409号（茂原市・茂原交差点 - 東金市・小野交差点）
- 国道126号（東金市・台方十字路交差点 - 千葉市中央区・広小路交差点（終点））

### 道路施設

#### 橋梁
- 房州大橋（外房、鴨川市）
- 御宿橋（清水川、御宿町）
- 塩田橋（塩田川、いすみ市
- 江東橋（夷隅川、いすみ市）
- 一宮橋（一宮川、一宮町）

#### トンネル
- 嶺岡トンネル（鴨川市）※鴨川バイパス
- 池の谷トンネル（鴨川市）※天津バイパス
- 内浦トンネル（鴨川市 - 勝浦市）
- 境川トンネル（勝浦市）

#### 道の駅
- 和田浦WA・O!（南房総市）
- 鴨川オーシャンパーク（鴨川市）

## 地理

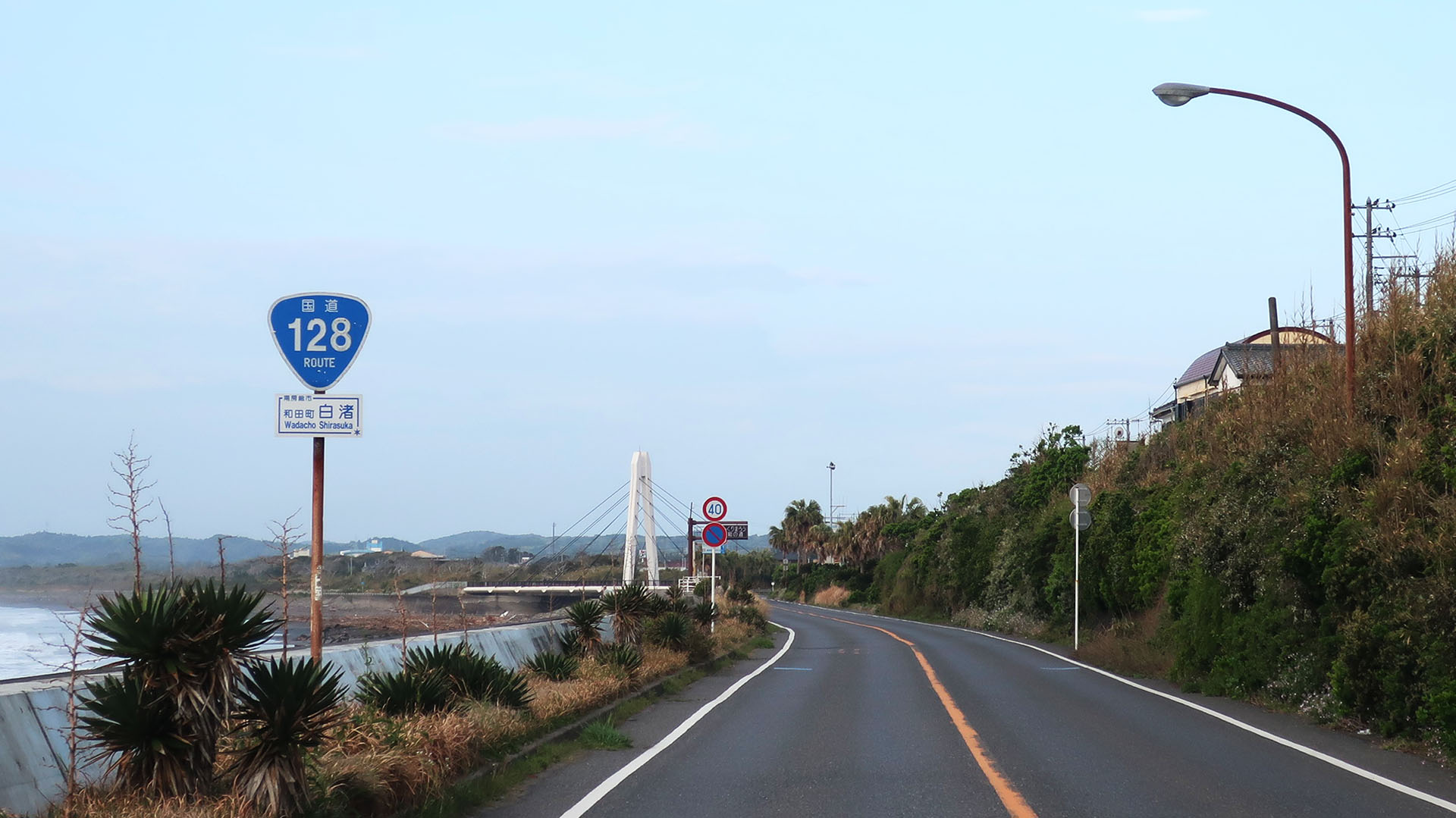
千葉県南房総市和田町白渚
（2021年4月撮影）

### 通過する自治体
- 千葉県
  - 館山市 - 南房総市 - 鴨川市 - 勝浦市 - 夷隅郡御宿町 - いすみ市 - 長生郡一宮町 - 長生郡長生村 - 茂原市 - 大網白里市 - 東金市 - 八街市 - 千葉市（若葉区 - 中央区）

### 交差する道路
- 国道410号（起点）
- 国道127号（館山市・南総文化ホール前交差点）
- 国道410号（南房総市・安馬谷交差点）
- 国道297号（勝浦市・串浜入口、墨名IC）
- 国道465号（いすみ市大原交差点）
- 国道465号（茂原市茂原交差点）
- 国道409号（茂原市・茂原交差点）
- 国道126号（東金市・台方交差点）
- 国道409号（東金市・小野交差点）
- 国道16号、京葉道路（千葉市若葉区加曽利町）
- 国道14号、国道126号、国道51号（終点）